# Америчка помоћ Србији у Великом рату
Америчка помоћ Србији у Великом рату била је једна од значајних хуманитарних и антиратних активности током, и непосредно по окончању рата, које су предузимале влада САД, Амерички Црвени крст, Рокфелерова фондација и бројне друге организације и појединци, како би се помогло ратом разореној Србији и њеном напаћеном народу. Иако су Сједињене Америчке Државе на почетку рата биле неутралне, за прве три године највећег војног сукоба у свету до тада, велике количине новца и хиљаде тона хуманитарне помоћи стизале су грађанима Србије из САД. Новац је био намењен за исхрану цивилног становништва, избеглице, борбу против тифуса, набавку семена за жетву, пољопривредних алатки, чак и за закуп брода за превоз избеглица. У напорима за прикупљање помоћи учествовала је читава мрежа америчких грађана и српских досељеника, што најбоље илуструје наклоност Америке према Србији испољена корз организовање "Српског дана" у САД када је обележена четврта годишњица почетка рата, 28. јула 1918. године. А пре тога у окупирану Србијју прво је дошла Америчка мисија Црвеног крста на челу са др Едвардом Рајаном, затим Даринка Грујић, позната и као мама Грујић, која је почела да скупља српску сирочад и бринула о њој, као и Џон Фротингам, амерички индустријалац, хуманиста, оснивач и финансијер Дома за ратну сирочад и добротвор српског народа.

## Српско – амерички односи од успостављања дипломатских односа до почетка Великог рата
У раздобљу од успостављања дипломатских односа Сједињених Америчких Држава и Србије до уласка САД у рат на страни сила Антанте, 6. априла 1917. године, одвијали су се у пет фаза.
Прва фаза
У првој фази или „фази почетних узајамних пропитивања”, која је трајала од завршетка Америчког грађанског рата до признавања независности Краљевине Србије на Берлинском конгресу 1878. године, све више је формиран став „да две стране сватају да је у обостраном интересу да се односи успоставе.”
Друга фаза
Друга фаза, коју карактерише успостављање званичних дипломатских односа, трајала је од јесени 1878. године, „када амерички посланик у Бечу, Џон Адам Касон, предлаже државном секретару САД у то време, Вилијаму Максвелу Евартсу успостављање званичних дипломатских односа са Србијом”, па до ступања на снагу Трговинске и конзуларне конвенције 27. децембра 1882. године.
Трећа фаза
Ову фазу односа карактерише период од званичног успостављања дипломаских односа Србије и Сједињених Америчких Држава па до избијања Првог светског рата. 
Четврта фаза
Четврту фазу карактеришу добри односи два актера, и обухватају период од избијања Првог светског рата крајем јула 1914. године, до уласка Сједињених Америчких Држава у рат у априлу 1917. године.

## Промена става САД према односима у свету и Србији
Историчар и добитник Пулицерове награде Дејвид Кенеди констатује да је америчка политика више пута мењала смер. Улазак САД у Велики рат 1917, непуне три године по његовом избијању, увело је можда по први пут ту земљу на светску позорницу. Након што су немачке подморнице 1915. потопиле „Лузитанију“ на чијим палубама је било 128 Американаца, а после тога су и други амерички трговачки бродови постали жртве „неограниченог“ рата немачких подморница, председник Вудроу Вилсон је одустао од почетне неутралности - 6. априла 1917. године, а САД су објавиле рат Немачкој.
Компликовани односи између и унутар два блока, Антанте и Централних сила, достигли су свој врхунац избијањем Првог светског рата 1914. године, који је (неизбежно и безнадежно) у мрежу интереса великих сила уплео већину Балканских земаља, а пре свих Србију. Србија, иако исцрпљена у претходна два балканска рата, те године извојевала је, на Церу и Колубари, прве савезничке победе, уз велике губитке.
Русија, Велика Британија, САД, Француска, Грчка, Канада, Холандија, Данска и многе друге пријатељске земље, одазвале су се на очајничке молбе српске владе, која је била немоћна пред хманитарном катастрофом која је наступала. Недостајало је лекара и медицинских радника, хравању рањеника, ратних инвалида, али и ратне сирочади. Од краја 1914. из иностранства је почела стизати велика помоћ у медицинском особљу, лековима, храни, новцу. На стотине лекара, медицинских сестара и хуманитарних радника из земаља савезника и других пријатељских држава похрлило је у Србију из чисто хуманих побуда. До тада у историји, таква и у том обиму, хуманитарна помоћ нигде није била послата. Несумњиво њихов највећи допринос, поред лечења рањеника, био је сузбијање епидемије заразних болести, поготово епидемије пегавца коју су унели у земљу заробљени аустријски војници и која је обуздана у јуну 1915. године.

## Српско – амерички односи у Великом рату
Улазак САД у рат у априлу 1917. године, на страни Антанте и Конгресни акт којим је за кредите савезничким државама за потребе наоружања стављено на располагање три милијарде долара априла 1917. године, представљали су значајан тренутак у међусавезничким и српско – америчким односима. Добијени кредит био је намењен помоћи ратним заробљеницима, интернираним лицима, породицама страдалих војника и становништву у окупираним подручјима Србије. Милион долара од тог зајма директно је прослеђено Америчком Црвеном крсту ради набавке санитетског материјала за помоћ српском народу. До краја рата, Србија је од америчке владе добила још три кредита, чиме је укупан износ америчке финансијске помоћи у складу са Конгресним актом од 24. априла 1917. године достигао 12 милиона долара.
Амерички кредити играли су важну улогу и после потписивања примирја новембра 1918. године, али су тада примењивани под другачијим условима. Српска влада је преко Врховног савета за снабдевање и помоћ и Америчке администрације за помоћ наставила да закључује кредите који су у послератним приликама служили за набавку хране и других потрепштина. Укупан ратни и послератни дуг Краљевине Србије, односно Краљевине СХС Сједињеним Америчким Државама достигао је 62,85 милиона долара и његова отплата регулисана је уговором у Вашингтону 3. маја 1926. године.
Важан чинилац који је утицао на Вудро Вилсону да подржи Србију, по уласку САД у рат, према мишљењу Стевана Недељковића са ФПН у Београду, били су вредности које је српска политика у то време заслужила, а то су право на самоопредељење народа и противљење дипломатији тајних уговора, што је био и основни полазиште спољне политике америчког председника.

### Хуманитарна помоћ, донације и зајмови упућени из САД у Србију
Помоћ Србији из Америке упућивана је на два начина, или преко два канала:
- Један канал је ишао 1914, 1915, 1916, па и након што су САД ушле у Први светски рат, а то је у ствари био облик помоћи грађанства, становништва САД, појединаца као што су били Џон Фротингам, Хелен Хартли Џенкинс, Мејбл Данлоп Грујић. Михало Пупин, Рокфелерова фондација и америчке мисије Црвеног крста која је радила у Београду 1914. и 1915. Ова помоћ је стизала у храни, и финансирању бродова који су превозили српске добровољце на Солунски фронт.
- Други канал помоћи били су званични кредити - рачуна се да је Србија у ратном и послератном периоду од САД добила око милијарду данашњих америчких долара. Највећи кредит је одобрен на крају рата за обнову земље и набавку хране како би се становништво исхранило до наредне жетве. Отплата ових кредита трајала је све до 1987.[9]

### Организације укључене у помоћ Србији

#### Амерички Црвени крст
Америка је ушла у Велики рат 6. априла 1917. године али је Амерички црвени крст као и многе дрге хуманитарне организације слањем лекарских и медицинских мисија од самг почетка пружао помоћ Србији.

### Рокфелерова фондација
Након што је епидемија пегавог тифуса покосила многе српске и иностране лекаре и медицинско особље 1915. године, Рокфелерова фондација и амерички Црвени крст послали су у Србију десет светски признатих бактериолога које је предводио Ричард Стронг, директор Института за тропске болести Универзитета у Харварду, са циљем да помогну Србији у борби против растућих епидемија.

## Појединци укључене у помоћ Србији

### Др Едвард Рајан
Др Едвард Рајан је први дошао у Србију, 1914. године, након што је августа 1914. године Амерички црвени крст почео да регрутује медицинско особље за рад у Европи и окупља професионалне хируршке екипе са медицинском опремом и лековима. Међу бројним лекарима, болничаркама и медицинским сестрама, као добровољац пријавио се и др Едвард Рајан. За рад његове екипе медицински материјал обезбедила је Хелена Хатли Џенкинс која је већ била позната по великим донацијама Колумбији универзитету и сарадњи са Михајлом Пупином. Америчка медицинска мисија, састављена од три хирурга и три школоване болничарке, на челу са др Рајаном кренула је за Србију 9. септембра 1914 редовном линијом трговачког парног брода из Њујорка за Пиреј, а затим до Солуна. Да би возом преко Ниша у Београд мисија стигла 16. октобра 1914. године.

Током прве окупације Београда др Рајан је био одговоран за рад свих болница у граду, јер је наименован за генералног директора војне и цивилне болнице 17. новембра 1914, а два дана касније аустријске трупе ушле су у напуштену престоницу (19. новембра 1914). Сам др Рајан наводи...
...да се под његовом одговорношћу од 25. новембра налазило пет болница смештених у око четрдесет зграда, а помагало ми је девет српских лекара и око сто педесет сестара, а бринули су се за око хиљаду и две стотине пацијената. Преузео сам одговорност за болницу за умоболне, цивилну болницу, хируршку болницу и грађанску болницу у граду.

### Михајло Пупин
Што се тиче политичких односа између САС и Србије, највише је урадио Михајло Пупин, који је одмах по избијању рата покренуо акцију на прикупљање помоћи и добровољаца за рат на страни Србије, с обзиром да неке врсте званичних односа није било, јер је, нпр. српски посланика дошао у Вашингтон с краја 1916 . године.
Верује се да је на позитиван став америчког председника према Србима утицало и познанство са великим научником Михајлом Пупином који је био његов лични пријатељ. Пупин је тада био научник светског гласа који је живео и радио у САД, и током рата, био члан Државног савета за истраживања и Државног саветодавног одбора за ваздухопловство. 
Радио је и на прикупљању помоћи Србији сваке врсте. Само новчана помоћ Србији и Црној Гори за време Првог светског рата путем Црвеног крста од стране исељеништва у САД, а у организацији Михаја Пупина, износила је 140 милиона долара.
За свој рад касније је Пупин добио и захвалницу америчког председника Ворена Хрдинга коју је објавио у својој аутобиографији.

### Џон Фротингам
У оквиру Америчке помоћи Србији у Великом рату изузетно важан је био хуманитарни рад и допринос америчког индустријалца Џона Фротингама и његове породице, који је уз помоћ Даринке Грујић-Радовић,
председнице удружења „Српска жена”. 
А све је почело тако што је са Србима, чији ће потом постати велики добротвор у Великом рату, дошао је у контакт преко исељеничких друштава која су свирала балканску етно музику у САД. Као заљубљеника балканске музике, несрећа Србије у Великом рату, у лето 1914. године погодила га је толико да је у више наврата донирао медицински материјал и новац за ратом захваћену земљу.
Када је Јелена Лозанић 1915. у име Црвеног крста Србије отпутовала у Америку, Фротингам се упознаје с њом, а преко ње и са Михајлом Пупином и јеромонахом Николајем Велимировићем. Тада почиње њихов заједнички рад, који ће трајаће више од две деценије. А тај рад између осталог резултовао је основањем и до краја постојања финансирањем два дома за српску ратну сирочад:
- Први дом, је био Српско-амерички дом, који је са огромном преданошћу и залагањем водила Даринка, позната као мама Грујић. Дом је прошао цео ратни пут од Београда, преко Битоља, Солуна, Атине, Нице, поново Београда и на крају Сремске Каменице где је постојао док и последњи питомац није ишколован и отиснут у живот.
- Други дом, је био Дом у Врању кроз који је прошло око 600 питомаца

## Српско – амерички односи након одласка председника Вилсона са власти
Након што су силе осовине биле побеђене, САД су опет брзо доспеле у изолацију - овај пут чак дубљу и дуготрајнију него пре рата. Историчар Кенеди разлоге за то види у Вилсоновом растућем разочарању због непомирљивог држања европских савезника спрам Немачке, те у Вилсоновој пропалој иницијативи о формирању „Лиге нација“, неке врсте претече Уједињених нација, јер се са тим није сагласио амерички Конгрес, који није био „спремна за већу улогу у свету”. 
Са одласком председника Вилсона са власти, 1921, Америка се враћа политици изолационизма која није марила за дешавања у Европи, па се динамика односа Америке и Србије стишава. До поновног интензивирања контаката дошло је тек у предвечерје Другог светског рата.

## Напомена
1. ↑  Шеф америчке лекарске мисије преминуо је од последица заразе почетком марта 1915. године, док су се Леди Пеџет и Едвард Рајан разболели